# Katona Mihály (tanár)
Katona Mihály (Nagyszalonta, 1847. május 24. – Kecskemét, 1927. november 12.) református főgimnáziumi igazgató-tanár.

## Élete
Katona Bálint földműves és Bereczky Erzsébet fia. A gimnázium hat osztályát szülővárosában 1854-65-ben, a VII. és VIII. osztályt (1865-1867) és a III. bölcseleti tanfolyamot (1867-68) a debreceni főiskolában végezte. 1868 őszén a teológiára iratkozott be, melyet 1871. júliusban végzett és ugyanott 1872. áprilisban letette az első lelkészi képesítő vizsgát. 
Egész debreceni tartózkodása alatt, miután apja még 1854-ben meghalt, önerejéből tartotta fenn magát. 1868-69-ben nevelő volt báró Vay Elemér, későbbi Borsod megyei főispán mellett, s mikor ez Debrecenből eltávozott, ugyanott más fiúk mellett volt magánnevelő. 1872 augusztusában külföldre utazott; különösen Drezdában két hónapig a nép- és polgári iskolák, gimnáziumok és általában az iskolai ügy és szervezet tanulmányozásával foglalkozott; októberben a lipcsei egyetemre iratkozott be bölcseleti előadások hallgatása végett, ahol két félévet töltött. A szűnnapok alatt és tanulmányainak bevégeztével utazásokat tett Németországban és Svájcban. 
1873-ban meghívást kapott a nagyszalontai gimnáziumhoz, szeptember közepén haza utazott és elfoglalván tanári állását, 1886. júliusig ott működött (egyszersmind két és fél évig az intézetnek igazgatója is volt). 1874-ben felszólították az iskola ujjászervezésére, memorandumot dolgozott ki, melynek következménye az volt, hogy 1875-ben az iskola hatról négy osztályosra változott és a tanárok fizetését 800 forintra emelték. Midőn pedig a négy osztályra leszállítás az iskola létét fenyegette, 1879-ben újabb emlékiratot szerkesztett, mely 1881-ben a hat osztály visszaállítását hat tanárral eredményezte. A társadalmi téren is tevékeny részt vett: a nagyszalontai református egyháznak aljegyzője, az egyházi megyei lelkészi kör jegyzője és pénztárnoka volt stb. 
1886-ban a vallás- és közoktatásügyi miniszter megvonván a nagyszalontai gimnáziumtól a nyilvánossági jogot, Katona Kecskemétre távozott és az ottani református főgimnázium tanára és 1894. augusztustól egyszersmind igazgatója volt 1917-ig. Az itten készült memoranduma értelmében a tanárok fizetését és évdíját 1000 forintról 1200 forintra emelték. Neje Gyalókai Erzsébet volt.
Cikkei a nagy-szalontai ref. gimnázium Értesítőjében (1877-79. A nagyszalontai gymnasium története), a Sárospataki Közlönyban (1887. Önütötte vér a prot. egyház alkotmányán), a Prot. Egyh. és Isk. Lapban (1887. Egy ref. egyházjogi kérdés. Különnyomatban is.)

## Munkái
- Egy kis felvilágosítás a nagy-szalontai gymnasiumi alapok ügyében. Kecskemét, 1887
- A testgyakorlás fontossága. Felolvasás Kecskeméten, 1888. márcz. 24. Uo. 1889
- A nagy-szalontai gymnasium története 2000 éves multjáról. Nagy-Szalonta, 1896 (Gere Ferenccel együtt)